# Mitsubishi Ki-20
El Mitsubishi Ki-20, designado Bombardero pesado del Ejército Tipo 92, era una variante del avión comercial alemán Junkers G 38. Mitsubishi fabricó seis aviones bajo licencia de Junkers.

## Historia, diseño y desarrollo
En 1928 el gobierno japonés envió una delegación de especialistas en aviación a Alemania y en septiembre de ese año, las compañías Mitsubishi y Junkers firmaron un acuerdo de cooperación, en el cual entre otros, se contemplaba la adquisición de planos y partes de equipos para la producción de aviones de combate. Más que nada, el interés fue causado por el avión civil Junkers G 38, que podría ser utilizado como un bombardero pesado. El Servicio Aéreo del Ejército Imperial Japonés necesitaba un nuevo bombardero y de acuerdo con los planes preliminares, era necesario conseguir un avión de largo alcance capaz de realizar bombardeos de las fortalezas de la bahía de Manila como la fortaleza de Corregidor, o Singapur, desde la base aérea de Pingtung en Taiwán. Sólo entonces los bombarderos pesados serían redirigidos a objetivos lejanos en la URSS.
La compañía Junkers Flugzeugwerk AG, de la mano del jefe del departamento de diseño Ernst Zindel, ya había realizado un estudio inicial de una versión militar del G38, designado como K51, sin embargo, para su construcción en Alemania, existían serias dificultades, principalmente debido a las diversas restricciones sobre la construcción de aviones impuestas después del final de la Primera Guerra Mundial a tenor del Tratado de Versalles. Por lo tanto, Mitsubishi, que ya tenía dos ingenieros desplazados en Junkers y que en diciembre envió otro más y un jefe mecánico, decidió solicitar la licencia de fabricación. Cuando se completó el proyecto fue enviado desde el Japón el ingeniero de Mitsubishi, Keisuke Otsuka, cuyas tareas incluían la compra de todo el equipo necesario para la fabricación del K51. En respuesta, la firma Junkers asignó un equipo de especialistas bajo el mando de Eugene Harbard Shad para ayudar en el Japón.
En la producción en serie, el K51 recibió la designación oficial de Bombardero Pesado del Ejército Tipo 92 (Mitsubishi Ki-20). Los dos primeros aviones fueron ensamblados en su mayoría a partir de componentes alemanes, y los últimos cuatro tenían más componentes fabricados en Japón. Estaba armado con dos ametralladoras de 7,70 mm en el morro, dos en una torreta ubicada en la parte superior de cada ala, una en torretas debajo de cada ala y un cañón automático Oerlikon 20 mm en posición dorsal (en la práctica, parece ser que las torretas de las alas eran completamente inútiles). 
La carga máxima de bombas que el Ki-20 podía trasportar era de 5000 kg, aunque en la práctica, lo normal era de 2000 kg. Las bombas se colocaron suspendidas en el exterior, ya que no existía ningún compartimiento para ellas; esta característica, fue una consecuencia del origen civil de la aeronave, originalmente adaptada para el transporte de pasajeros. El diseño del Ki-20 era completamente metálico con revestimiento corrugado de duraluminio. La tripulación estaba compuesta por diez personas: el comandante de la nave, dos pilotos, el bombardero (también servía el puesto de tiro de la proa), ingeniero de vuelo, operador de radio (servía el cañón de 20 mm) y cuatro artilleros.
El Ki-20 realizó su primer vuelo el 28 de octubre de 1931, a los mandos del jefe de pilotos de pruebas de Junkers, Wilhelm Zimmermann, quien fue enviado especialmente para este cometido. Según las estimaciones de los especialistas japoneses, el Ki-20 demostró unas prestaciones algo decepcionantes. La mayor crítica fue causada por los motores de gasolina alemanes Junkers L88 (800 hp), que resultaron ser bastante caprichosos en su funcionamiento y cuya potencia 788/675 hp (587/503 kW) claramente no era suficiente. Como resultado, la velocidad máxima del bombardero no superó los 201 km/h, y la autonomía fue de solo 2470 km, lo que era una cifra bastante modesta. Sin embargo, ni la industria alemana, ni la japonesa podrían ofrecer un motor mejor. Los primeros cuatro Ki-20 fueron propulsados con los Junkers L88. En el quinto avión, se instaló el diésel Junkers 4 fabricado bajo licencia, con una potencia de 750 hp, y en el sexto avión se puso a prueba en marzo de 1935 el Kawasaki Ha-9. Aunque estos últimos motores eran inferiores en potencia, tenían un menor consumo de combustible y, en consecuencia, el alcance podía ser mayor.

## Historia operacional
El Servicio Aéreo del Ejército Imperial Japonés no estaba satisfecho con la entrada en servicio del Ki-20, ya que los beneficios de su adquisición fueron totalmente absorbidos por su precio y el alto costo de su operación. Entre otros aviones similares (el soviético TB-3 y el francés Potez 41), resultó ser el más lento y engorroso. La situación se vio agravada por el hecho de que el tren de aterrizaje del Ki-20 era completamente inadecuado para aterrizajes bruscos en aeródromos poco preparados, y de hecho, tenían que actuar en esas duras condiciones. Anticipando que el Ki-20 claramente no iba a sobrevivir en combate, se quedaron en Japón, pero, el hecho mismo de su existencia servía para indicar que la aviación del ejército tenía un bombardero estratégico y podía atacar la retaguardia del enemigo. Los seis aviones fueron enviados para el servicio activo al 2º Chutai del 7º Sentai basados en la base de Hamamatsu. Cuando comenzó la  guerra con China, se tuvo la idea de usar el Ki-20. Afortunadamente, esto no sucedió.
Todo este tiempo, los bombarderos fueron considerados secretos; su existencia se reveló en enero de 1940, cuando tres de ellos participaron en un espectáculo aéreo en Tokio. Tres aviones despegaron del aeropuerto de Tachikawa y dieron varias vueltas sobre la ciudad. A partir de este momento, todos los Ki-20 se retiraron del Servicio Aéreo y se usaron como modelos de demostración en exposiciones y eventos públicos. Los trabajos para su reemplazo habían comenzado en 1936 cuando el ejército emitió nuevas especificaciones que dieron como resultado el Mitsubishi Ki-21. Sobre su uso durante la Segunda Guerra Mundial, la información es ambigua; según algunas fuentes, dos o tres aviones continuaron usándose como transportes y fueron desechados en 1943. Según otras, cinco de los seis bombarderos fueron almacenados temporalmente y luego desmantelados para obtener metal. Hasta septiembre de 1945, el sexto avión se ubicó en el Tokorozawa Kōkū Hasshō Kinenkany (Museo de la aviación de Tokorozawa) de donde desapareció misteriosamente después del final de la guerra.

## Especificaciones técnicas
Referencia datos: Mikesh, Robert C.; Shorzoe, Abe. Japanese Aircraft, 1910-1941. London: Putnam Aeronautical Books. 1990 ISBN 0-85177-840-2

### Características generales
- Tripulación: 10
- Longitud: 23,20 m
- Envergadura: 44 m
- Altura: 7,00 m
- Superficie alar: 294 m²
- Peso vacío: 14.912 kg
- Peso cargado: 25.448 kg
- Peso máximo al despegue: 27.790 kg
- Planta motriz: 4× Junkers Jumo 4, diésel de 6 cilindros en línea y pistones opuestos.
  - Potencia: 560 kW (772 HP; 762 CV) cada uno.

### Rendimiento
- Velocidad nunca excedida (Vne): 201 km/h
- Velocidad crucero (Vc): 160 km/h
- Alcance: 2.500 km
- Techo de vuelo: 2.950 m

### Armamento
- Ametralladoras: 8× Tipo 89 de 7,70 mm

- Cañones: 1× Oerlikon 20 mm
- Bombas: 5.000 kg